# Clach An Teampuill

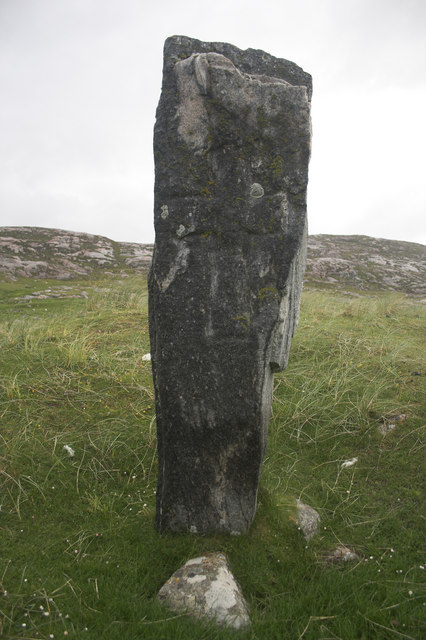
Clach an Teampuill

Der Clach An Teampuill (auch Clach An Teampaill; deutsch „Stein des Tempels“) ist ein Menhir (englisch Standing Stone) auf der Äußere-Hebriden-Insel Taransay in Schottland.
Taransay ist eine Doppelinsel, deren südwestlicher Teil (Halbinsel „Àird Vanish“ (Àird Mhànais) genannt) weniger als ein Drittel der Fläche des nordöstlichen Teils ausmacht. Die beiden Teile sind durch den sandigen, flachen Tombolo-Isthmus „Tràigh a Siar“ verbunden, in dessen Nähe, am „Loch na h-Uidhe“, der Clach an Teampuill steht.

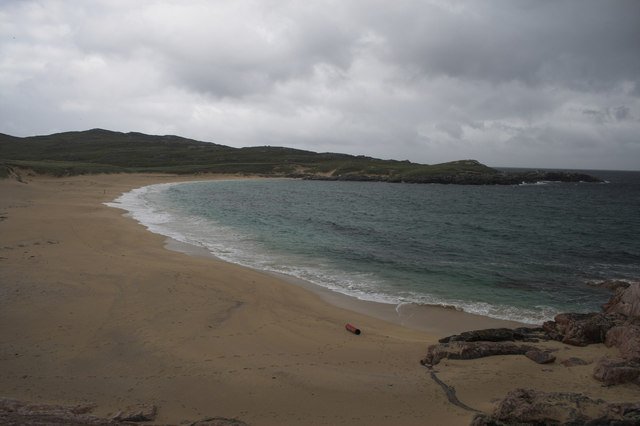
Tombolo „Tràigh a Siar“

Der Clach a Teampuill ist ein grober vierseitiger Quaderstein, der etwa 1,75 Meter hoch, 37,5 bis 45 cm breit und 28 cm dick ist und auf seiner Westseite, in die er leicht geneigt ist, ein eingeschnittenes lateinisches Kreuz von etwa 57,5 × 40,0 cm trägt.